# Ptoboroa gelasina
Ptoboroa gelasina är en mossdjursart som beskrevs av Gordon och Jean-Loup d'Hondt 1997. Ptoboroa gelasina ingår i släktet Ptoboroa och familjen Batoporidae. Inga underarter finns listade i Catalogue of Life.